# Lista produselor Mozilla Foundation
Aceasta este o listă de produse ale Fundației Mozilla/Mozilla Corporation. Dacă nu se specifică altfel, produsele sunt cross-platform prin design.

## Aplicații
- SeaMonkey (cunoscut anterior ca Mozilla Application Suite) – O colecție de programe pentru Internet.
  - Mozilla Mail & Newsgroups – Componenta e-mail și știri.
  - Mozilla Composer – Componenta pentru editarea HTML.
  - ChatZilla – Componenta de chat IRC.
  - Mozilla Calendar – Original planificată drept componenta calendar a suitei, a devenit baza pentru Mozilla Sunbird.
- Mozilla Firefox – Un navigator internet.
- Mozilla Thunderbird – Un client poștă electronică și știri electronice.
- Mozilla Sunbird – Un client calendar electronic.
- Mozilla Fennec – Un navigator Internet pentru telefoane mobile și dispozitive mici.
- Minimo – Un navigator Internet pentru dispozitive mici.

## Componente
- Gecko – Un motor de afișare.
- Necko – O bibliotecă de interfețe API de rețea.
- SpiderMonkey – Motorul JavaScript scris în limbajul de programare C.
- Rhino – Motorul de execuție JavaScript scris în limbajul Java.
- DOM Inspector – Un inspector DOM.
- Venkman – Un debugger JavaScript.

## Utilitare de dezvoltare
- Bugzilla – Un sistem de administrare a defectelor software.
- Bonsai – O aplicație web pentru CVS.
- Tinderbox – Un utilitar care permite programatorilor să organizeze complilarea codului și să coreleze erorile pe diferite platforme și configurații.
- Bespin – Un cadru (framework) extensibil pentru editare de cod pe Internet.

## API/Biblioteci
- Netscape Portable Runtime (NSPR) – Un nivel (layer) de programare care face ca sistemul de operare să fie văzut la fel de către programul final.
- Personal Security Manager (PSM) – Un set de biblioteci care execută operații criptografice în locul unei aplicații client.
- Network Security Services for Java (JSS) – O interfață Java către NSS.
- Network Security Services (NSS) – Un set de biblioteci care sprijină dezvoltarea de aplicații client și server securizate.

## Alte utilitare
- Mozbot – Un „bot” IRC.
- Mstone – Un utilitar de stresare și măsurare a performanței pentru diferite protocoale.
- Client Customization Kit (CCK) – Un set de unelte care ajută distribuțiile Linux să modifice și să adapteze clientul.
- Mozilla Directory SDK – Pentru aplicații care accesează date LDAP.

## Tehnologii
- XUL – Limbaj bazat pe etichete (tag) pentru crearea de interfețe utilizator.
- XBL – limbaj bazat pe etichete pentru legarea de elemente XML cu acțiuni.
- XTF – Cadru (framework) pentru implementarea de noi elemente XML.
- JavaScript – Limbajul original de la Netscape Navigator.
- NPAPI – O arhitectură de tip plugin provenită de la Netscape Navigator.
- XPCOM – Componentă software similară cu COM.
- XPConnect – Legătură între XPCOM și JavaScript.
- XPInstall – Tehnologie pentru instalarea de extensii Mozilla.

## Abandonate
- Mariner — Motor îmbunătățit de afișare bazat pe codul Netscape Communicator.
- ElectricalFire – O mașină virtuală Java folosind compilare just-in-time.
- Xena ("Javagator") – O suită de comunicație rescrisă în Java.
- Mozilla Grendel – Un client de poștă electronică și știri electronice scris în Java.